# Виземшајд
Виземшајд (њем. Wiesemscheid) општина је у њемачкој савезној држави Рајна-Палатинат. Једно је од 74 општинска средишта округа Арвајлер. Према процјени из 2010. у општини је живјело 265 становника. Посједује регионалну шифру (AGS) 7131083.

## Географски и демографски подаци
Виземшајд се налази у савезној држави Рајна-Палатинат у округу Арвајлер. Општина се налази на надморској висини од 512 m. Површина општине износи 5,6 km². У самом мјесту је, према процјени из 2010. године, живјело 265 становника. Просјечна густина становништва износи 47 становника/km².